# Marcellaz-Albanais
Marcellaz-Albanais è un comune francese di 1 792 abitanti situato nel dipartimento dell'Alta Savoia della regione dell'Alvernia-Rodano-Alpi.

## Società

### Evoluzione demografica
Abitanti censiti